# Итоговый турнир WTA 2013 — парный турнир
Се Шувэй и Пэн Шуай — победительницы турнира.
Прошлогодние чемпионки — Надежда Петрова и Мария Кириленко — не отобрались на турнир-2013, но Надежда Петрова приняла участие в соревнованиях (в паре с Катариной Среботник) и проиграла уже на старте.

## Общая информация
Се Шувей и Пэн Шуай выиграли девятый совместный титул в девяти совместных финалах. Китаянки также стали первыми представительницами азиатского региона, победившими на итоговом соревновании ассоциации.
Впервые с 2010 года турнир выиграла не мононациональная пара.
Третий год подряд соревнование не покоряется первой паре посева, а до этого сильнейшая пара соревнований выиграла четыре из пяти турниров.
Представительница России играет в финале турнира второй год подряд, а до этого участницы, представляющие эту страну, шесть лет даже не могли отобраться на Итоговое соревнование ассоциации.

## Посев
| 1. Роберта Винчи / Сара Эррани (Полуфинал) 2. Пэн Шуай / Се Шувэй (Титул) | 1. Надежда Петрова / Катарина Среботник (Полуфинал) 2. Елена Веснина / Екатерина Макарова (Финал) |

## Ход турнира

### Используемые сокращения
- Q (англ. qualifier, дословно — квалифицировавшийся) — победитель квалификационного турнира.
- WC (англ. wild card, уайлд-кард) — специальное приглашение от организаторов.
- LD (англ. last direct acceptance, последний прямой допуск) — игрок, находящийся последним в списке участников, попадающих напрямую в основную сетку.
- LL (англ. lucky loser, лаки-лузер) — игрок с наивысшим рейтингом из проигравших в финальном раунде квалификации, приглашённый в качестве замены поздно снявшегося игрока основной сетки.
- Rt (англ. retired, дословно — снявшийся) — отказ игрока от продолжения игры по ходу матча.
- W/O (англ. walkover, дословно — проход) — выигрыш на невыходе соперника на игру.
- SE (англ. special exempt) — специальный допуск. Используется для игроков, которые удачно сыграли на неделе, предшествовавшей турниру, и потому не могли участвовать в квалификации.
- SR (англ. special rating) — специальный рейтинг. Даётся игроку, получившему травму и выбывшему из тура не менее чем на 6 месяцев и до двух лет. В этом случае его рейтинг на время лечения травмы «замораживается» и затем после возвращения, он имеет право заявляться на несколько турниров (определяется регламентом тура), чтобы попадать на турниры своего уровня.
- PR (англ. protected ranking, дословно — защищённый рейтинг). Используется для допуска в турнир игроков, пропустивших долгое время из-за травмы и опустившихся в рейтинге.
- ALT (англ. alternate) — альтернативный игрок в сетке (замена кого-то из поздно снявшихся с турнира).
- S (англ. suspended, дословно — отложен) — матч приостановлен из-за дождя или темноты.
- D (англ. defaulted) — один из спортсменов снят с турнира за неспортивное поведение.

### Финальные раунды
|  | Полуфиналы | Полуфиналы                         | Полуфиналы                         | Полуфиналы                         | Полуфиналы                         | Полуфиналы                         | Полуфиналы                         | Полуфиналы | Полуфиналы | Полуфиналы |   |                                  | Финал                            | Финал                            | Финал                            | Финал                            | Финал                            | Финал                            | Финал             | Финал             | Финал | Финал |
|  |            |                                    |                                    |                                    |                                    |                                    |                                    |            |            |            |   |                                  |                                  |                                  |                                  |                                  |                                  |                                  |                   |                   |       |       |
|  | 1          | Роберта Винчи Сара Эррани          | Роберта Винчи Сара Эррани          | Роберта Винчи Сара Эррани          | Роберта Винчи Сара Эррани          | Роберта Винчи Сара Эррани          | Роберта Винчи Сара Эррани          | 6          | 5          | [3]        |   |                                  |                                  |                                  |                                  |                                  |                                  |                                  |                   |                   |       |       |
|  | 1          | Роберта Винчи Сара Эррани          | Роберта Винчи Сара Эррани          | Роберта Винчи Сара Эррани          | Роберта Винчи Сара Эррани          | Роберта Винчи Сара Эррани          | Роберта Винчи Сара Эррани          | 6          | 5          | [3]        |   |                                  |                                  |                                  |                                  |                                  |                                  |                                  |                   |                   |       |       |
|  | 4          | Елена Веснина Екатерина Макарова   | Елена Веснина Екатерина Макарова   | Елена Веснина Екатерина Макарова   | Елена Веснина Екатерина Макарова   | Елена Веснина Екатерина Макарова   | Елена Веснина Екатерина Макарова   | 4          | 7          | [10]       |   |                                  |                                  |                                  |                                  |                                  |                                  |                                  |                   |                   |       |       |
|  |            |                                    |                                    |                                    |                                    |                                    |                                    |            |            |            | 4 | Елена Веснина Екатерина Макарова | Елена Веснина Екатерина Макарова | Елена Веснина Екатерина Макарова | Елена Веснина Екатерина Макарова | Елена Веснина Екатерина Макарова | Елена Веснина Екатерина Макарова | Елена Веснина Екатерина Макарова | 4                 | 5                 |       |       |
|  |            |                                    |                                    |                                    |                                    |                                    |                                    |            |            |            | 4 | Елена Веснина Екатерина Макарова | Елена Веснина Екатерина Макарова | Елена Веснина Екатерина Макарова | Елена Веснина Екатерина Макарова | Елена Веснина Екатерина Макарова | Елена Веснина Екатерина Макарова | Елена Веснина Екатерина Макарова | 4                 | 5                 |       |       |
|  |            |                                    |                                    |                                    |                                    |                                    |                                    |            |            |            |   |                                  | 2                                | Пэн Шуай Се Шувэй                | Пэн Шуай Се Шувэй                | Пэн Шуай Се Шувэй                | Пэн Шуай Се Шувэй                | Пэн Шуай Се Шувэй                | Пэн Шуай Се Шувэй | Пэн Шуай Се Шувэй | 6     | 7     |
|  | 3          | Надежда Петрова Катарина Среботник | Надежда Петрова Катарина Среботник | Надежда Петрова Катарина Среботник | Надежда Петрова Катарина Среботник | Надежда Петрова Катарина Среботник | Надежда Петрова Катарина Среботник | 65         | 2          |            |   |                                  | 2                                | Пэн Шуай Се Шувэй                | Пэн Шуай Се Шувэй                | Пэн Шуай Се Шувэй                | Пэн Шуай Се Шувэй                | Пэн Шуай Се Шувэй                | Пэн Шуай Се Шувэй | Пэн Шуай Се Шувэй | 6     | 7     |
|  | 3          | Надежда Петрова Катарина Среботник | Надежда Петрова Катарина Среботник | Надежда Петрова Катарина Среботник | Надежда Петрова Катарина Среботник | Надежда Петрова Катарина Среботник | Надежда Петрова Катарина Среботник | 65         | 2          |            |   |                                  |                                  |                                  |                                  |                                  |                                  |                                  |                   |                   |       |       |
|  | 2          | Пэн Шуай Се Шувэй                  | Пэн Шуай Се Шувэй                  | Пэн Шуай Се Шувэй                  | Пэн Шуай Се Шувэй                  | Пэн Шуай Се Шувэй                  | Пэн Шуай Се Шувэй                  | 7          | 6          |            |   |                                  |                                  |                                  |                                  |                                  |                                  |                                  |                   |                   |       |       |
|  | 2          | Пэн Шуай Се Шувэй                  | Пэн Шуай Се Шувэй                  | Пэн Шуай Се Шувэй                  | Пэн Шуай Се Шувэй                  | Пэн Шуай Се Шувэй                  | Пэн Шуай Се Шувэй                  | 7          | 6          |            |   |                                  |                                  |                                  |                                  |                                  |                                  |                                  |                   |                   |       |       |
|  |            |                                    |                                    |                                    |                                    |                                    |                                    |            |            |            |   |                                  |                                  |                                  |                                  |                                  |                                  |                                  |                   |                   |       |       |